# Vila Nova de Paiva
Vila Nova de Paiva és un municipi portuguès situat al districte de Viseu, a la regió del Centre i a la subregió de Dão-Lafões. L'any 2011 tenia 5.176 habitants. Es divideix en 7 freguesias. Limita al nord amb Tarouca, a l'est amb Moimenta da Beira, a l'est i sud amb Sátão, al sud-oest amb Viseu i a l'oest i nord amb Castro Daire.

## Població
| Població del concelho de Vila Nova de Paiva (1801 – 2004) | Població del concelho de Vila Nova de Paiva (1801 – 2004) | Població del concelho de Vila Nova de Paiva (1801 – 2004) | Població del concelho de Vila Nova de Paiva (1801 – 2004) | Població del concelho de Vila Nova de Paiva (1801 – 2004) | Població del concelho de Vila Nova de Paiva (1801 – 2004) | Població del concelho de Vila Nova de Paiva (1801 – 2004) | Població del concelho de Vila Nova de Paiva (1801 – 2004) | Població del concelho de Vila Nova de Paiva (1801 – 2004) |
| --------------------------------------------------------- | --------------------------------------------------------- | --------------------------------------------------------- | --------------------------------------------------------- | --------------------------------------------------------- | --------------------------------------------------------- | --------------------------------------------------------- | --------------------------------------------------------- | --------------------------------------------------------- |
| 1801                                                      | 1849                                                      | 1900                                                      | 1930                                                      | 1960                                                      | 1981                                                      | 1991                                                      | 2001                                                      | 2004                                                      |
| 704                                                       | 4686                                                      | 6954                                                      | 7400                                                      | 8931                                                      | 6420                                                      | 6088                                                      | 6141                                                      | 6319                                                      |

## Freguesies
- Alhais
- Fráguas
- Pendilhe
- Queiriga
- Touro
- Vila Cova à Coelheira
- Vila Nova de Paiva